# Pointe à la Hache
Pointe a la Hache es un lugar designado por el censo ubicado en la parroquia de Plaquemines en el estado estadounidense de Luisiana. En el Censo de 2010 tenía una población de 187 habitantes y una densidad poblacional de 40,98 personas por km².

## Geografía

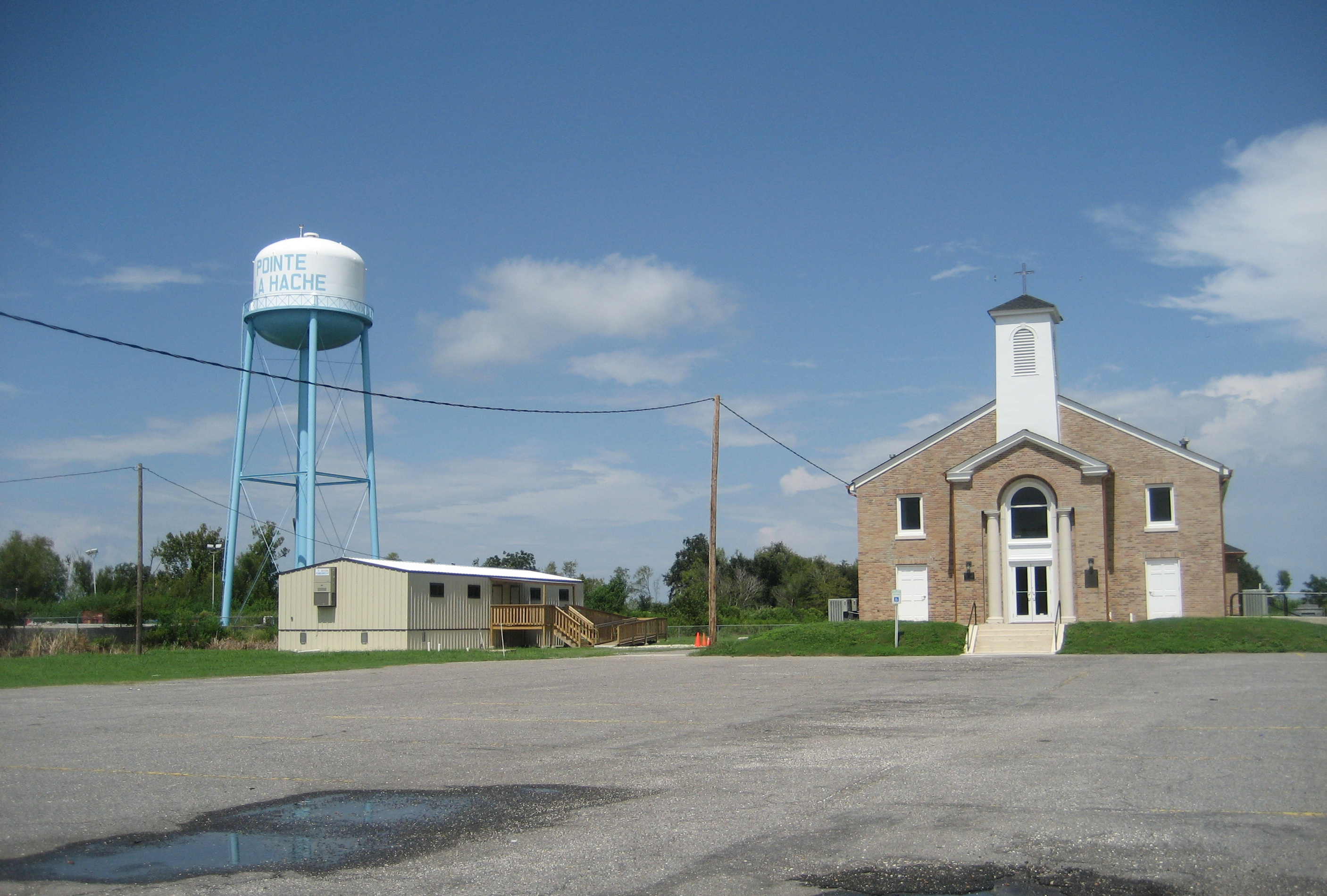
Nueva torre de agua de Pointe à la Hache junto a la Iglesia Saint Thomas.

Pointe a la Hache se encuentra ubicado en las coordenadas 29°34′26″N 89°46′51″O / 29.57389, -89.78083. Según la Oficina del Censo de los Estados Unidos, Pointe a la Hache tiene una superficie total de 4.56 km², de la cual 4.56 km² corresponden a tierra firme y (0%) 0 km² es agua.

## Demografía
Según el censo de 2010, había 187 personas residiendo en Pointe a la Hache. La densidad de población era de 40,98 hab./km². De los 187 habitantes, Pointe a la Hache estaba compuesto por el 8.56% blancos, el 90.91% eran afroamericanos, el 0.53% eran amerindios, el 0% eran asiáticos, el 0% eran isleños del Pacífico, el 0% eran de otras razas y el 0% pertenecían a dos o más razas. Del total de la población el 0% eran hispanos o latinos de cualquier raza.

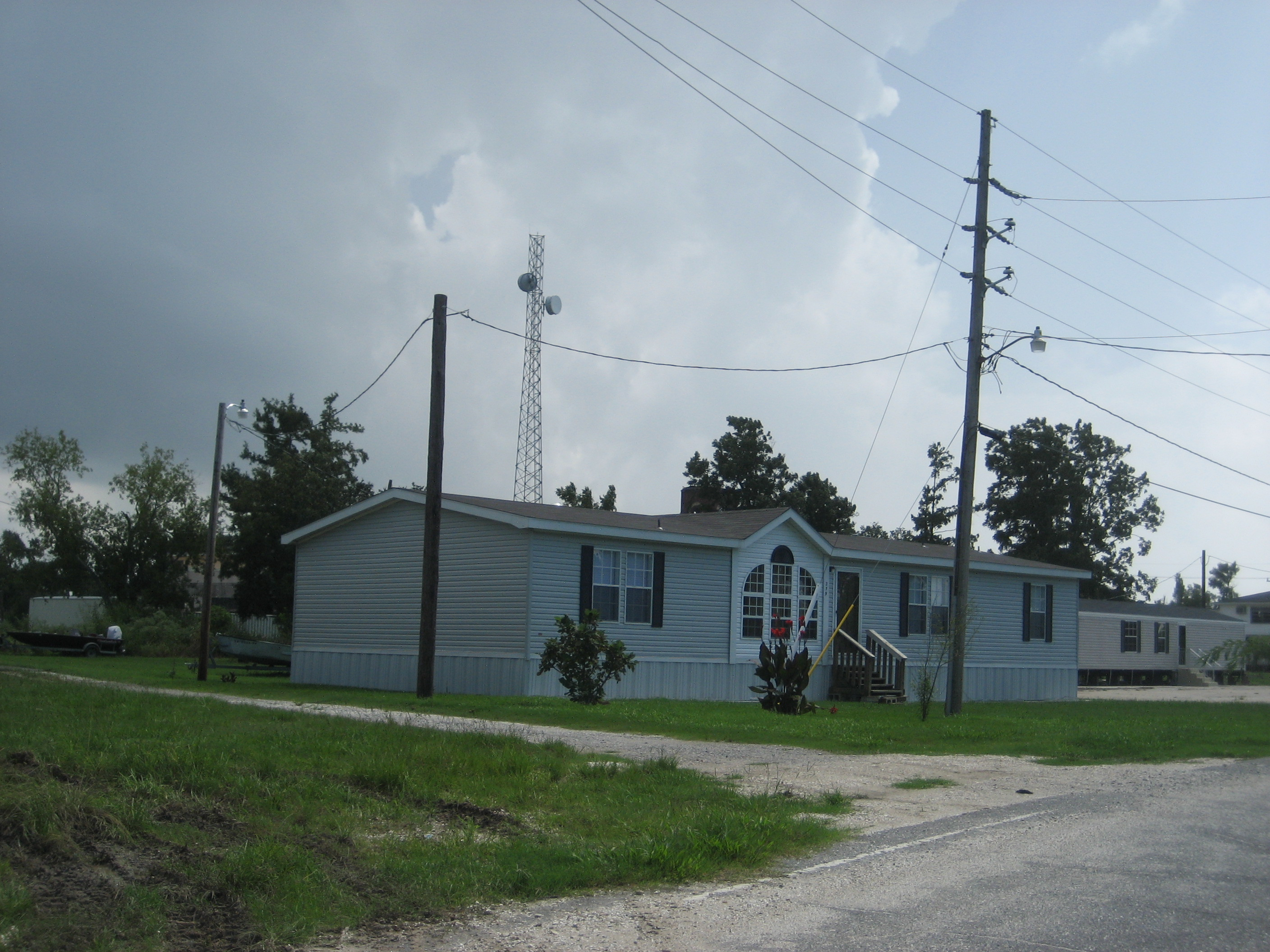
Caserío en Pointe à la Hache.